# Helmut Licklederer

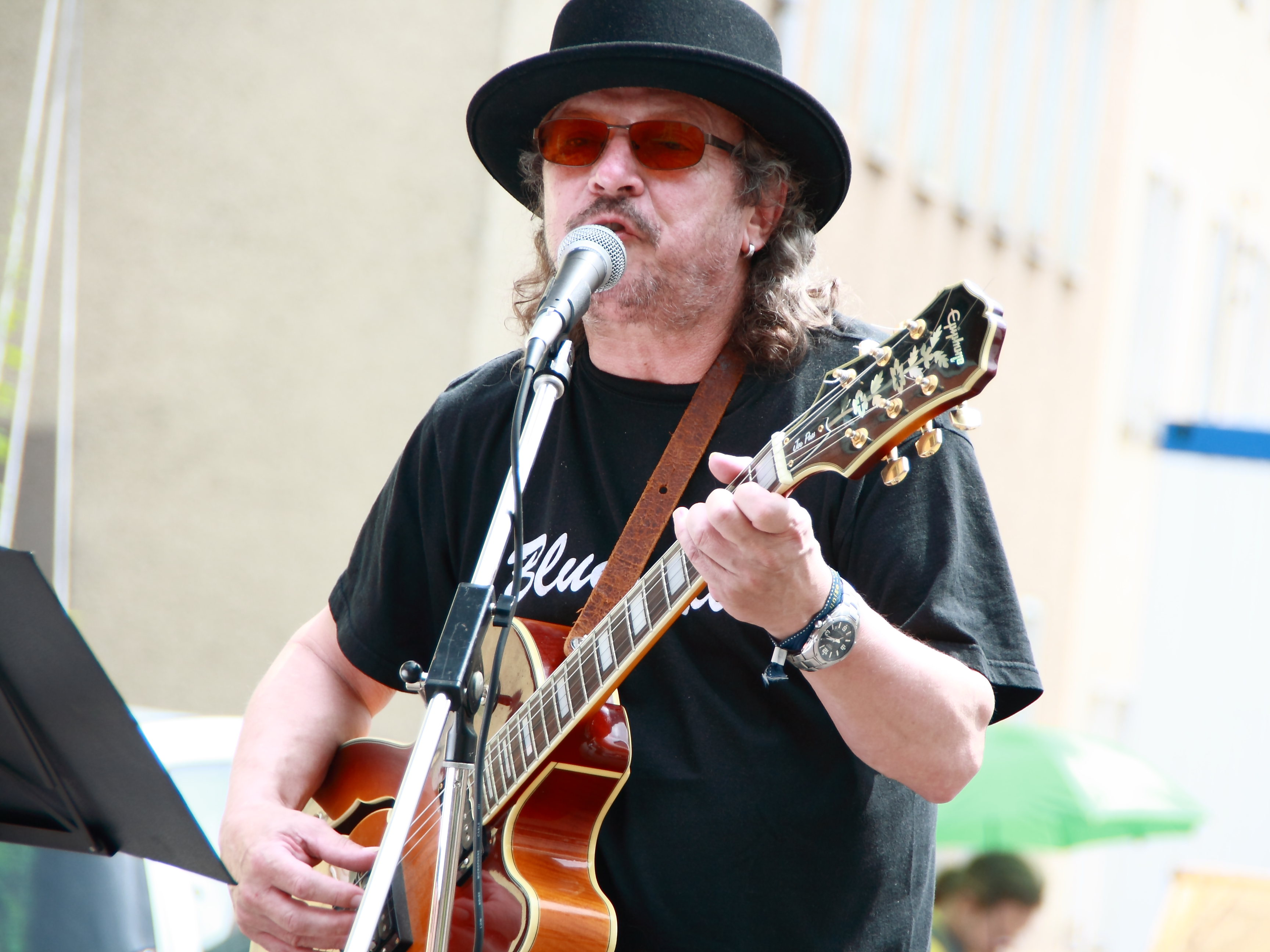
Helmut Licklederer als Straßenmusiker beim TFF Rudolstadt 2012

Helmut Licklederer alias Lick (* 12. März 1955 in Ingolstadt) ist ein bayerischer Musiker, Liedermacher, Songtexter und Geschichtenerzähler. Musikalisch bekannt ist er durch seine satirischen Lieder, die er als Singer-Songwriter mit der Gitarre vorträgt. Daneben spielt er auch bayerischen Rhythm’n Blues in flexibler Besetzung im Duo und mit Band unter dem Namen Blues Lick.

## Werdegang
Licklederer begann mit 15 Jahren erste Songs in hochdeutscher Sprache und mit gesellschaftskritischen Themen zu schreiben. Als Gitarrist und Sänger kamen die ersten Bandkontakte und Auftritte. Nach den verschiedensten Ausbildungen in der Musik wurde die Musik ausschließlich zu seinem Beruf. Als Livemusiker folgten verschiedene musikalische Stationen, von klassischen Ensembles über Rock- und Bluesbands bis hin zur Tanz- und Straßenmusik sowie experimentelle Musik. Ab Mitte der 80er Jahre war Helmut Licklederer als sozialkritischer Liedermacher unterwegs.
Neben seinen Kleinkunstauftritten wirkt Licklederer bis heute musikalisch bei diversen Kulturprogrammen, Großkundgebungen, Protestveranstaltungen und bei Tarifverhandlungen des  DGB und der IG-Metall, z. B. in Ingolstadt, Neutraubling und Passau. Für eine Protestveranstaltung im Zuge der Rentenreform schrieb er 1997 den Song „As Geid reicht ma nimma“.
Seit 1995 tritt Licklederer als bayerischer Singer-Songwriter, Bluesmusiker und humoriger Geschichtenerzähler unter „Blues Lick“ in flexibler Besetzung auf Festivals und Kleinkunstbühnen auf. Derzeit ist Helmut „Lick“ Licklederer mit seinem Programm Humorige Roots-Musik „Da Deifesweg“ mit verschiedenen Musikern der bayerischen Szene unterwegs.
Das im September 2011 veröffentlichte  Album  „Da Deifesweg“ wurde auf Anhieb für den Preis der deutschen Schallplattenkritik nominiert.

## Alben
- 1994 – Morgen ist’s vielleicht 1 Tag zu spät; Lick
- 1998 – Sekt und wuide Weiber; Blues Lick
- 2008 – Frankensteins Jünger; Blues Lick
- 2010 – Remaster: Sekt und wuide Weiber; Blues Lick
- 2011 – Da Deifesweg; Blues Lick

## Samplerbeiträge
- 1995 – Drug Stop; Lick
- 1999 – Tonartisten (Intraton); Lick
- 2003 – Lieder Songs und Chansons (Intraton); Lick
- 2008 – Alpenpower II (BMG Sony); Blues Lick
- 2009 – Hart und Zart III (MAA/BSC-Music); Blues Lick
- 2010 – Bluesnews Collection 5 (Bluesnews); Blues Lick

## Auszeichnungen
- 1995 Publikumspreis beim Liedermacherwettbewerb „Drug Stop“ (Straubing)
- 1998 Hallertauer Kleinkunstpreis 3. Platz